# Simonestus
Simonestus es un género de arañas araneomorfas de la familia Corinnidae. Se encuentra en América.

## Lista de especies
Según The World Spider Catalog 12.0:
- Simonestus occidentalis (Schenkel, 1953)
- Simonestus pseudobulbulus (Caporiacco, 1938)
- Simonestus robustus (Chickering, 1937)
- Simonestus semiluna (F. O. Pickard-Cambridge, 1899)
- Simonestus separatus (Schmidt, 1971)
- Simonestus validus (Simon, 1898)